# Marie Fikáčková
Marie Fikáčková, rozená Schmiedlová, (9. září 1936 Sušice – 13. dubna 1961 Praha) byla česká zdravotní sestra a vražedkyně.

## Životopis
Marie Schmiedlová se narodila v roce 1936 v Sušici. Její otec byl původem Němec a pracoval jako dělník. Během druhé světové války se stavěl na stranu nacistů, o Češích se naopak vyjadřoval s despektem. S matkou měla Marie velice chladný, až nenávistný vztah. Docházelo mezi nimi i k násilným potyčkám. Po roce 1945 byl rodině zkonfiskován dům. V roce 1955 dokončila Marie studium Střední zdravotní školy v Klatovech. Od roku 1957 pracovala jako zdravotní sestra na novorozeneckém oddělení Okresního ústavu národního zdraví v Sušici. Předtím zde působila jako zdravotní sestra na dětském oddělení. Pro její dobrou pracovní morálku a profesionalitu se uvažovalo o jejím povýšení do funkce vrchní sestry. Se svým zařazením na novorozenecké oddělení nebyla spokojena, o čemž se ale nikomu otevřeně nezmínila. Provdala se za Lumíra Fikáčka. Jejich vztah byl bezdětný, Lumír však později uvedl, že děti plánovali. Rodinu však chtěli založit až po Spartakiádě roku 1960, kde měla Marie cvičit, a společné dovolené, kterou si naplánovali na rok 1961. Manželé žili v jedné domácnosti s Mariinou matkou, což vedlo k mnoha neshodám.

## První potvrzené útoky
Dne 20. září 1959 napadla novorozenou Janu M., která ji rozčílila svým pláčem. Chytila ji za ucho a škubla jím tak silně, až jí ho asi do poloviny natrhla. Rána začala silně krvácet a Fikáčkové bylo okamžitě jasné, že takové zranění nelze utajit. Primáři oddělení oznámila, že při zvedání omylem uchopila společně se zavinovačkou Janu za ucho a při rychlém pohybu ho natrhla. Primář ji uklidnil s tím, že se podobné věci běžně stávají a požádal ji, aby nechala dítě ošetřit na chirurgii, což také udělala. Později uvedla, že taková nedůslednost vedení novorozeneckého oddělení ji vedla k přesvědčení, že se na podobné incidenty nikdy nepřijde.
Dne 24. listopadu 1959 pracovala s novorozeným Václavem P. Václav se při převlékání chytil blízké váhy. To Fikáčkovou rozčílilo. S dítětem trhla tak silně, až mu zlomila pažní kost. Ačkoliv slyšela zřetelné prasknutí, zranění dítěte neohlásila a zlomenina tak byla odhalena až později. Zdravotníci zranění vysvětlili tak, že muselo vzniknout už při porodu a bylo jednoduše přehlédnuto. To však porodník vyloučil s odvoláním na zdravotní dokumentaci, podle které byl porod naprosto přirozený a dítě bezprostředně po něm zdravé.
Dne 19. února 1960 se Fikáčková rozhodla ublížit Haně Hamelbauerové, která byla již měsíc stará, její matka se však musela vrátit do nemocnice kvůli zánětu prsu a dítě bylo umístěno do boxu v izolaci. V tomto případě měla zřejmě zcela odlišný motiv. Hana byla vnučkou pracovníka MNV, který měl po roce 1945 na starosti zkonfiskovaný dům Fikáčkových a rodina s ním měla časté spory. Fikáčková plačící Hanu udeřila pěstí do zadní části hlavy, útok však nezanechal na dítěti žádné zjevné následky, což si vysvětlila tím, že byla starší a tedy i odolnější než ostatní děti na oddělení.

## Vraždy
V druhé polovině února 1960 mělo novorozenecké oddělení Sušické nemocnice problémy s kapacitou. 22. února zde bylo 12 dětí na 8 lůžek. Jednalo se o 11 novorozenců a měsíční Hanu Hamelbauerovou, jejíž matka byla stále hospitalizována. Některé děti tak ležely po dvou. Při nástupu na odpolední směnu 23. února se Fikáčková při přebírání služby dozvěděla, že se téhož dne ráno narodily další dvě děti, takže se situace ještě více zkomplikovala. Fikáčkovou tato skutečnost velmi frustrovala. Její rozčilení vyvrcholilo ve chvíli, kdy zahlédla novorozenou holčičku Proserovou, jak natahuje ke zvracení. Uchopila ji za hlavu a zmáčkla tak silně, až jí prsty zabořila dovnitř. K vnějšímu poranění nedošlo, jelikož lebka dítěte byla stále velmi pružná. Později uvedla, že jí bylo při tomto konání jasné, že bude mít vážné následky. Dítě se téměř okamžitě přestalo hýbat. Fikáčková vyžehlila prádlo a poté šla zaopatřit Hanu, kterou poprvé napadla už 19. února. Během manipulace ji několikrát udeřila pěstí do hlavy a poté ji uložila zpět do boxu na izolaci. Hana útok přežila, utrpěla však velice závažná poranění. Fikáčková si uvařila kávu, obstarala ostatní děti a poté zavolala na službu aby oznámila, že se novorozená holčička, kterou napadla jako první, chová zvláštně. Přivolaný lékař konstatoval smrt dítěte. Jako zřejmou příčinu uvedl selhání dýchací soustavy, což nebylo u tak malých dětí nic mimořádného. Byla však nařízena pitva. Hana následkům svých zranění podlehla v ranních hodinách 25. února 1960.

## Průběh vyšetřování
V případě Hany Hamelbauerové už nebylo možné její smrt vysvětlit poporodními komplikacemi, jelikož byla před měsícem důkladně vyšetřena a propuštěna domů. Do nemocnice se vrátila pouze kvůli hospitalizaci své matky. Pitvy obou dětí potvrdily vážná poranění lebky. V případě Proserové byl vyloučen jejich vznik při porodu, jelikož se nacházela na temeni hlavy, kde porodník dítě neuchopuje. 26. února byla Fikáčková zatčena přímo na svém pracovišti. Dne 17. března 1960 přiznala nejen vraždu dvou dětí z 23. února. ale i předcházející napadení Jany, Václava a Hany. Ve svých výpovědích často měnila motiv svého jednání. Zmínila např. dřívější spory s Haniným dědečkem, či touhu pomstít se na českém obyvatelstvu, které se k její rodině po válce chovalo velmi zle. Později však od podobných vyjádření upustila a jako hlavní motiv uvedla, že jí vadil nářek dětí. Během psychiatrického vyšetření v Dobřanech připustila, že pokud by měla vlastní dítě a to naříkalo, byla by schopná ho zabít také.
„Bití dětí jsem dělala v době, když jsem měla dostat menstruaci, anebo v průběhu menstruace, neboť mě rozčiloval pláč dětí, což ve mně vzbudilo úplnou nenávist k dětem.” 

## Odsouzení a poprava
Poslední šancí pro Fikáčkovou bylo prokázání snížené příčetnosti. Za útoky měla stát její epileptoidní psychopatie, kvůli které při rozrušení ztrácela kontrolu nad svým jednáním. Soudní lékaři ji však shledali příčetnou, avšak se sklony k depresím, hysterii a k nekontrolovaným výbuchům vzteku. Jakékoliv narušení intelektu bylo také vyloučeno. Jednalo se o diplomovanou zdravotní sestru s velmi dobrým pracovním hodnocením. Rozsudek smrti byl vynesen 4. října 1960. Na místě se odvolala. Toto odvolání bylo v listopadu zamítnuto bez možnosti využití jakýchkoliv dalších opravných prostředků. Část rodiny a známých se od Fikáčkové distancovala. Písemný kontakt udržovala se svou matkou, která zřejmě vůbec nechápala, čeho se její dcera dopustila. V jednom dopise uvedla, že se u nich doma začali objevovat zájemci o odkoupení jejího nábytku a že se rodina stala ve svém bydlišti terčem pomluv. Mariin manžel Lumír se raději odstěhoval do Havířova.
Marie Fikáčková byla popravena oběšením ve sklepení pankrácké věznice ráno 13. dubna 1961.

## Skutečný počet obětí
Fikáčková během vyšetřování uváděla další útoky, pro které však neexistovaly žádné důkazy. Přiznala, že od roku 1957 napadla minimálně 10 dětí z nichž několik zraněním podlehlo. K některým těmto případům byla schopna doplnit i další podrobnosti. Např. 1. dubna 1960 zmínila v ručně psaných poznámkách napadení Věry N. narozené 19. června 1958. Ta byla propuštěna z nemocnice domů, ale po několika dnech se u ní začaly projevovat různé zdravotní problémy. Primář sušické nemocnice je označil za důsledky srdeční choroby. Při rentgenovém vyšetření v Plzni však bylo odhaleno vážné pohmoždění mozku s nitrolebním krvácením. 7. dubna Věra zemřela.

U hlavního přelíčení předseda soudu mimo jiné uvedl:
„Ačkoli na bývalém sušickém okrese bývala v minulosti kojenecká úmrtnost vždy nízká, od roku 1957 se zvyšovala a v roce 1959 byla nejvyšší v kraji. Úrazy, k nimž došlo na novorozeneckém oddělení na podzim 1959, nebyly hlášeny ani ředitelství OÚNZ v Sušici, ani krajskému pediatru a nevyvodily se z nich závěry a opatření vůči pachatelce těchto úrazů Marii Fikáčkové.”
Několik dalších žen dávalo působení Fikáčkové v sušické nemocnici do možné souvislosti s mentálními poruchami, které se objevily u několika dětí narozených mezi lety 1957 a 1960. Jedná se však o pouhou spekulaci, jelikož se v té době v Československu vyskytovala některá onemocnění, která napadají centrální nervovou soustavu a mohou vést k různým druhům postižení i smrti. Jednalo se především o dětskou obrnu a dětskou mozkovou obrnu. V důsledku utajování mnoha informací se mezi lidmi brzy rozšířily fámy o mnohanásobné vražedkyni, která likvidovala děti na novorozeneckém oddělení. Fikáčková tak byla v minulosti mylně označována za nejhorší vražedkyni v historii země.